# 小泉裕子
小泉 裕子（こいずみ　ゆうこ）は、日本の教育学者。鎌倉女子大学児童学部児童学科教授。
1978年東京学芸大学教育学部卒業。1996年横浜国立大学大学院教育学研究科修士課程修了。12年間の幼稚園教諭勤務を経て、鎌倉女子大学教授。
厚生労働省社会保障審議会福祉文化分科会専門委員、神奈川県教育委員会委託研究委員、鎌倉市児童福祉審議会委員、鎌倉市子育て支援センター指定管理者、学校法人川崎ふたば学園川崎ふたば幼稚園理事などを歴任。

## 単著・論文
- 『実践的保育者を目指すあなたへ』（編著）学芸図書出版（平成14年）
- 『保育士（資格・採用試験）』（共著）成美堂出版（平成15年）
- 『テーマで学ぶ現代保育』（共著）保育出版社（平成16年）
- 『保育士国家試験対策』（共著）秀和システム出版（平成18年）
- 『幼稚園実習・保育所実習のMIND&SKILL』（共著）学芸図書出版（平成20年）
- 『保育原理 -保育者を目指すあなたへ（第2版）』（共著）学芸図書出版（平成21年）
- 『保育士合格テキスト』（共著）成美堂出版（平成21年）
- 『教育・保育・施設実習テキスト』（共著）建帛社（平成21年）
- 『シードブック保育者論』（共著）建帛社（平成23年）
- 『シードブック保育原理』（共著）建帛社（平成23年）

## 関係項目
- 家政学
- 保育
- 鎌倉女子大学